# Петроній Максим
Петроній Максим (лат. Flavius Petronius Maximus — * 396 — † 31 травня 455) — імператор Західної Римської імперії з 17 березня по 31 травня 455. Правив протягом 2,5 місяців. Був вихідцем із знатного роду, ймовірно, був причетний до вбивства Валентиніана III, внаслідок чого став імператором Західної Римської імперії.

## Походження
Народився близько 396 року (можливо, в 397), походив із знатного роду Публіліїв, за жіночою лінією пов'язаного з патриціанськими родами Петроніїв і Аніціїв. Про його молодші роки відомо мало, ймовірно він був сином проконсула Африки Аніція Пробіна, онуком впливового політичного діяча і консула другої половини IV століття Секста Клавдія Петронія Проба і Аніції Фальтонії Проби. Прокопій Кесарійський вказує родичем Петронія Максима Магна Максима, якого було вбито при Феодосії I, але пізніші автори не погоджуються з такою думкою.

## До приходу до влади
Зумів досягти великих успіхів ще у ранньому віці. У 411 здобув посаду претора, відповідав за фінансування дорогих циркових ігор та провів преторські ігри. Близько 415 став трибуном і служив також нотарієм (найнижча секретарська посада). Згодом це привело його до посади Коміта священних щедрот (Comes sacrarum largitionum), яка у період Пізньої Римської імперії вважалася вищою за посаду проконсула. Він займав її у період між 416 і 419. У його обов'язки входило слідкувати за податками та справами державних підприємств.
З зими 420 і по осінь 421 був префектом Риму і після невеликої перерви став префектом вдруге і залишався на цій посаді до 439 року. Був префектом Італії (Praefectus praetorio italiae) між 421 і 439.
У 433 обраний консулом. З серпня 439 по лютий 441 він знову перебував на посаді префекта преторія Італії, а в 443 здобув консульство вдруге, що було великою честю.
Між 443 і 445 на Целійському пагорбі в Римі Максим побудував форум. Поки консулом не став військовий Флавій Аецій, Петроній Максим був наймогутнішою людиною у Римі.
У 445 присвоєно почесне звання патриція.
Протистояння між Петронієм Максимом та впливовим військовиком, переможцем варварів Флавієм Аецієм не могло просто так закінчитися, і згодом призвело до подій, які поступово послабили Західну Римську імперію. По суті саме це протистояння стало причиною двох вбивств: спочатку Аеція в 454 році, а потім імператора Валентиніана III 16 березня 455. Ці події і привели Петронія Максима до влади.

## Вбивство Аеція
Ворожість між Аецієм і Максимом досягла свого апогею в 454. Існують різні версії вбивства Аеція, деякі історики навіть не згадують Петронія Максима як причетного до цього вбивства, адже Флавій Аецій був вбитий рукою імператора Валентиніана. Проте Прокопій Кесарійський з цього приводу викладає свою версію подій.
Згідно з його розповіддю, Максим мав дуже гарну та скромну дружину, з якою імператор захотів вступити в зв'язок, але отримав відмову. Після задумав обманом отримати свого. Він запросив Максима в палац і запропонував йому зіграти в шахи. Вони домовилися, що той, хто програє виплатить переможцю певну суму грошей золотом. Імператор виграв, і, отримавши як заставу перстень Максима, він послав з ним своїх людей і наказав сказати його дружині, що чоловік наказує їй негайно з'явитися до палацу, щоб вітати імператрицю Євдоксію. Жінка повірила імператорським слугам (адже побачила перстень свого чоловіка) і прийшла, після чого Валентиніан зґвалтував її в одному з далеких покоїв палацу. Повернувшись додому, вона все розповіла Максиму (Прокопій Кесарійський, Війна з вандалами, 1, 4, 16-29). Спочатку вона звинувачувала чоловіка в зраді, вважаючи, що це він передав її в руки імператора. Максим присягнувся помститися імператорові, але оскільки Аецій на той час мав велику силу і владу, бо переміг Атілу, Максим вважав, що Аецій може перешкодити його планам. Тому він вирішив спочатку прибрати Аеція, як пише Прокопій Кесарійський «не думаючи, що у ньому (Аеції) була вся надія римлян».
Максим Петроній таємно змовився з євнухом Валентиніана, пріміцерієм священної опочивальні Іраклієм, який довго боровся з прославленим воєначальником за контроль над імператором. Удвох Максим і Іраклій переконали Валентиніана, що Аецій мав намір вбити його і захопити престол. Насправді Аецій планував одружити свого сина Гауденція з дочкою імператора (імовірно, з Євдоксією), між ним і Валентиніаном вже було укладено угоду з цього приводу (Проспер Аквітанський, Хроніка, 2, 1373). Але між ними все одно почала розгоратися ворожнеча, яка була спровокована Гераклієм. Він переконав імператора, що Аецій хоче влаштувати змову, і краще буде вбити його, аніж допустити справдитися його планам. Під час зустрічі з Аецієм 21 вересня 454 року імператор завдав полководцю перший удар, встромивши меч в його груди, а слуги на чолі з Іраклієм добили його..
До того, як про смерть Аеція стало відомо, імператор запросив кожного з його впливових друзів до палацу, як наприклад префекта Боеція, де всіх їх повбивали поодинці. Ця подія вразила не тільки римлян, але і варварів, які поважали свого воєначальника. Коли Валентиніан запитав одного римлянина, чи добре він зробив для себе, вбивши Аеція, той йому відповів, що не може знати, чи погано це, зате точно знає, що імператор лівою рукою відрубав собі праву (Прокопій Кесарійський, «Війна з Вандалами», 1, 4, 28).

## Вбивство Валентиніана III
Після загибелі Аеція Максим попросив Валентиніана призначити його на посаду, яку займав убитий (тобто зробити його консулом), але імператор відмовився, оскільки Іраклій порадив йому не давати нікому такої ж влади, як Аецію. Згідно з Іоаном Антіохійским, Максим був так роздратований відмовою Валентиніана призначити його військовим магістром, що задумав вбити імператора. Він вибрав як спільників Оптілу і Траустілу, двох скіфів, які воювали під командуванням Аеція і після його смерті стали імператорськими вартовими.
Максим легко переконав скіфів, що Валентиніан був єдиним відповідальним за смерть Аеція, і запропонував їм помститися за свого ватажка, пообіцявши винагороду за зраду імператора. 16 березня 455 року Валентиніан відправився на Марсове поле з кількома охоронцями, серед яких були Оптіла, Траустіла і їх спільники. Як тільки імператор зупинився, для того щоб попрактикуватися у стрільбі з лука, Оптіла вдарив його в скроню. Коли Валентиніан обернувся, щоб побачити нападника, Оптіла вбив його. У той же момент Траустіла вбив Іраклія. Скіфи забрали імператорський вінець і вбрання, після чого відвезли їх Максиму.
Так закінчилось правління династії Феодосіїв. Раптова смерть Валентиніана III залишила Західну Римську імперію без законного спадкоємця престолу. На трон розраховували кілька кандидатів, яких підтримували різні групи імперської бюрократії та військові. Зокрема, армія розділилася на три частини, слідуючи за трьома основними кандидатами: Максиміаном, колишнім доместиком (охоронцем) Аеція, сином єгипетського купця Домніна, який розбагатів в Італії; Майоріаном (який, до речі, став імператором пізніше), який командував армією після смерті Аеція і користувався підтримкою імператриці Євдоксії; і Петронієм Максимом, за якого виступав римський сенат. Зрештою Максим переміг конкурентів, вміло розподіляючи гроші між чиновниками імператорського палацу, і 17 березня зійшов на трон.

## Правління
Після вбивства Валентиніана III, утворився свого роду «вакуум» у владі і Максим за підтримки римського сенату займає трон, як його наступник, та навіть одружується з вдовою Валентиніана III — Євдоксією, напевно щоби поріднитися з імператорською династією Феодосія, про це пише Проспер Аквітанський. Ліцинія вийшла за нього заміж неохоче, оскільки здогадувалася, що саме Петроній організував вбивство її чоловіка.
В Константинополі, столиці Східної Римської імперії, Максима відмовилися визнати імператором Заходу; намагаючись зміцнити своє становище, він призначив Єпархія Авіта військовим магістром Галлії і відправив його в Толозу, для того, щоб заручитися підтримкою вестготского короля Теодоріха II. За короткий період правління Максима було викарбувано багато золотих монет, якими платили військовим. Це свідчить про те, що імператор шукав підтримки в армії, адже при цьому жодної мідної або срібної монети цього періоду знайдено не було. Імператор скасував заручини дочки Ліцинії Євдокії з Хунеріхом, сином короля вандалів Гейзеріха, які, ймовірно, були частиною мирного договору Валентиніана III з вандалами. Це викликало лють Гейзеріха, що шукав привід для того, щоб відгукнутися на прохання Ліцинії про допомогу; вандали почали готуватися до вторгнення в Італію. Згідно з легендою, Ліцинія Євдоксія не могла сподіватися на якусь допомогу від Східної Римської імперії: її батько Феодосій II і тітка Пульхерія на той час вже були мертві, тому вона просила допомоги у вандалів, бажаючи помститися за Валентиніана — за повідомленням Прокопія Кесарійського, Петроній Максим зізнався Ліцинії в тому, що в бив імператора через кохання до неї (Прокопій Кесарійський, «Війна з Вандалами», 1, 4, 36)
У травні 455, до Риму дійшла звістка про те, що Гейзеріх з армією вже на підході до Італії. Як наслідок, громадян охопила паніка, і багато хто покинув свої будинки. А Максим був слабким правителем і не мав підтримки серед військ, тому не оцінивши правильно ситуації, що склалась з вандалами, він не готувався до війни. Єпархій Авіт на той час ще не повернувся з очікуваним вестготських підкріпленням і імператор вирішив, що спроби захиститися від нападу вандалів будуть безрезультатними, і вирішив організувати свою втечу, закликаючи сенат залишити місто разом з ним.
Покинув Рим 31 травня 455, але був схоплений натовпом розлючених городян, які закидали його камінням до смерті (за версією історика Йордана, він був убитий «якимсь римським солдатом по імені Урс» (Йордан. Гетика. 235). Його тіло було розірвано на шматки і кинуто в Тибр. За версією Проспера Аквітанського, Максим був убитий своїми слугами (Проспер Аквітанський. Хроніка. 1375).
Історики розходяться у питанні щодо дати смерті Петронія Максима: Едвард Гіббон стверджував, що вбивство імператора сталося 12 червня; Ральф Месізен називав дату 22 травня, а Майкл Грант і Джон Норвіч — 31 травня (остання версія на сьогодні найбільш поширена). Правління Петронія Максима тривало всього 78 днів.
Сина Петронія Максима Паладія було одружено з Євдокією, донькою Ліцинії та Валентіана III. Так само як і шлюб її матері із Максимом, шлюб Євдокії з Паладієм був укладений проти її волі.2 червня 455 року, через три дні після смерті Максима, Гейзеріх виступив з Остії, і захопив беззахисний Рим. Рим залишився без імператора, без полководця, який міг би за собою повести війська, тому, замість того, щоб чинити опір ворогу, римляни вислали назустріч вандалам процесію, яку очолював Папа Римський Лев I з представниками духовенства. Розграбування Риму тривало чотирнадцять днів і ночей; останні залишки державних скарбів і приватних багатств старанно вивантажувалися на кораблі вандалів. Варвари спустошили імператорські палаци, зняли з Капітолія позолочений дах, захопили трофеї імператора Тіта, взяті ним при штурмі Єрусалиму в 70 році, і багато інших цінностей. Разом з усім цим у Карфаген вирушила імператриця Ліцинія Євдоксія з дочками Плацидією і Євдокією.

## Підсумки правління
У цілому його правління було слабким і невиразним, та надало вандалам добру нагоду другий раз (з 2 по 15 червня 455 року) сплюндрувати Рим. Закінчилось правління династії Феодосіїв і з правлінням Максима почався період коротких правлінь імператорів Західної Римської імперії, з огляду на її важке становище. Імператори перестали командувати армією, ці функції перебрав — comes et magister utriusque militiae et patricius, який деколи мав більше влади, ніж сам імператор (наприклад, Ріцімер).